# Pyramide de Nagada
La pyramide de Nagada est une pyramide provinciale située à Nagada en Égypte.

## Dimensions
- base : 18,20 mètres ;
- Hauteur actuelle : 4,5 mètres ;
- Inclinaison des gradins : 80° ;
- nombre de degrés : 3 ;